# Nestima nigriventris
Nestima nigriventris är en tvåvingeart som först beskrevs av Günther Enderlein 1922.  Nestima nigriventris ingår i släktet Nestima och familjen skridflugor. Inga underarter finns listade i Catalogue of Life.